# Bandiera della Georgia
L'attuale bandiera della Georgia, la cosiddetta Bandiera delle cinque croci (in georgiano ხუთჯვრიანი დროშა?, Khutjvriani drosha), è stata riportata in uso dopo circa 500 anni. Fu in passato la bandiera del Regno georgiano di epoca medievale, ed è stata usata come simbolo ufficiale del partito politico del Movimento Nazionale Unito.
È usata anche come bandiera di comodo.

## Storia della bandiera
La bandiera delle cinque croci è stata usata almeno fin dal XIV secolo, quando venne descritta da uno sconosciuto geografo medioevale nel Libro del Conoscimiento de todos los Reinos ("Libro della conoscenza di tutti i regni"). L'elemento centrale della bandiera è la croce di San Giorgio (tuttora usata nella bandiera inglese e nello stemma del Comune di Genova), che è il santo patrono della Georgia. Secondo lo studioso georgiano Giorgi Gabeskiria, le altre quattro croci vennero probabilmente aggiunte durante il regno di Giorgio V (conosciuto anche come "il Brillante" o "lo Splendido"), che scacciò i mongoli. Attorno a quell'epoca, il nuovo disegno fu adottato come una variante della Croce di Gerusalemme, un simbolo usato dai crociati nella Terra santa che, similarmente, usava una grossa croce centrale con attorno altre croci più piccole nei quattro quadranti. Le croci si dice che rappresentino le cinque sacre ferite di Cristo.
La bandiera cadde in disuso successivamente, nel periodo medioevale, ma venne riesumata dai nazionalisti georgiani a seguito dell'indipendenza dall'Unione Sovietica nel 1991. La maggioranza dei georgiani, compreso l'influente patriarca della Chiesa apostolica autocefala ortodossa georgiana, appoggiò la reintroduzione della bandiera, e nel 1999 il parlamento georgiano passò una legge per il cambiamento della bandiera. Comunque, la legge non venne promulgata dal Presidente, Eduard Shevardnadze. Venne adottata alla fine degli anni 1990 dal principale partito politico dell'opposizione, il "Movimento Nazionale Unito" guidato da Mikheil Saak'ashvili, come simbolo di resistenza nazionale al governo di Shevardnadze.
La bandiera venne adottata dal Parlamento georgiano il 14 gennaio 2004. Venne riconosciuta formalmente da un decreto presidenziale firmato da Saak'ashvili il 25 gennaio, appena dopo il suo insediamento come nuovo Presidente della Georgia; il decreto è entrato in vigore il giorno successivo. La sua adozione non fu senza controversie, in quanto alcuni lamentarono il fatto che l'adozione di una bandiera di partito come emblema nazionale fosse una mossa antidemocratica.

## Bandiere storiche
Durante la breve esistenza della Georgia come Stato indipendente (la Repubblica Democratica di Georgia) dal 1918-1921, venne adottata una bandiera tricolore, con campo rosso scuro e cantone orizzontale nero e bianco all'asta, probabile rielaborazione del vessillo dell'antico regno georgiano. Il disegno venne scelto in base a una competizione nazionale vinta dal pittore Jakov Nikoladze. Venne abolita dall'Unione Sovietica a seguito della presa della Georgia del 1921, ma venne ripristinata il 14 novembre 1990 dal Consiglio Supremo della Repubblica di Georgia. Perse in seguito popolarità in quanto venne associata al periodo caotico e violento che seguì l'indipendenza della Georgia dall'Unione Sovietica.
Durante il periodo sovietico, la Georgia adottò diverse versioni della bandiera rossa sovietica, che incorporavano il nome della Repubblica Socialista Sovietica Georgiana o, più tardi, una falce, martello e stella rossi, sovrapposti a un sole azzurro in cantone e una banda azzurra nella parte superiore della bandiera. Questa venne abolita dal parlamento georgiano, quando dichiarò l'indipendenza dall'Unione Sovietica nel novembre 1990.

Bandiera del Principato d'Iberia (548-888) e di Tao-Klarjeti (888-1008)
Bandiera del Regno di Georgia (1088-1490)
Bandiera della Repubblica Democratica di Georgia (1918-1921)
Prima bandiera della RSS Georgiana (1921-1922)
Seconda bandiera della RSS Georgiana (1922-1937)
Terza bandiera della RSS Georgiana (1937-1951)
Quarta Bandiera della Repubblica Socialista Sovietica Georgiana (1951-1990)
Bandiera georgiana dopo lo scioglimento dell'Unione Sovietica (1990-2004)